# كلاوديو ميلار
كلاوديو ميلار (بالإسبانية: Claudio Milar)‏ هو لاعب كرة قدم أرجنتيني وأوروغواياني في مركز الهجوم، ولد في 6 أبريل 1974 في Chuy ‏ في الأوروغواي، وتوفي في 15 يناير 2009 في Canguçu ‏ في البرازيل بسبب حادث مرور. شارك مع منتخب الأوروغواي تحت 20 سنة لكرة القدم. أما مع النوادي، فقد لعب مع بوتافوغو ريغاتاس وبورتوغيزا سانتيستا وبوغون شتشين وغريميو بورتو أليغرينزي وغودوي كروز ونادي ال كي اس ودز ونادي برازيل دي بيلوتاس ونادي جوفنتودي ونادي دانوبيو ونادي كاشياس دو سول ونادي ناوتيكو وناسيونال مونتيفيديو.

## وصلات خارجية
- كلاوديو ميلار على موقع قاعدة بيانات كرة القدم.إي يو (الإنجليزية)
- كلاوديو ميلار على موقع عالم كرة القدم.نت (الإنجليزية)